# قلعة روستائي
قلعة روستائي هي قرية في مقاطعة كرج، إيران. عدد سكان هذه القرية هو 491 في سنة 2006.